# Nowe Kępniewo
Nowe Kępniewo – przysiółek wsi Topolno Małe w Polsce, położona w województwie warmińsko-mazurskim, w powiecie elbląskim, w gminie Markusy, na skraju Żuław Elbląskich.
W latach 1975–1998 miejscowość administracyjnie należała do województwa elbląskiego.